# Igaraçu do Tietê (kommun)
Igaraçu do Tietê är en kommun i Brasilien.   Den ligger i delstaten São Paulo, i den södra delen av landet, 800 km söder om huvudstaden Brasília. Antalet invånare är 23 370.
Följande samhällen finns i Igaraçu do Tietê:
- Igaraçu do Tietê

Trakten runt Igaraçu do Tietê består till största delen av jordbruksmark. Runt Igaraçu do Tietê är det ganska tätbefolkat, med 230 invånare per kvadratkilometer.